# ウィンザー効果
ウィンザー効果（うぃんざーこうか）とは、ある事柄へ当事者自らが発信した情報よりも、他者を介した情報の方が信頼性を獲得しやすいとする心理効果や心理状態。マーケティングや人間関係などで利用されている。
アーリーン・ロマノネスのミステリー小説「伯爵夫人はスパイ」の登場人物であるウィンザー公爵夫人の「第三者の褒め言葉は、どんなときでも一番効き目があるのよ。忘れないでね。いつかきっと役に立つわ」という台詞に由来している。
消費者庁はステルスマーケティングがウィンザー効果をバンドワゴン効果と共に悪用していることを指摘している。